# Giuseppe Nogara
Giuseppe Nogara, italijanski rimskokatoliški duhovnik, škof, nadškof, * 26. junij 1872, Bellano, † 9. december 1955, Videm.

## Življenjepis
4. avgusta 1895 je prejel duhovniško posvečenje.
27. januarja 1928 je bil imenovan za nadškofa Vidma; škofovsko posvečenje je prejel 25. aprila istega leta.
25. junija 1932 je slovesno posvetil obnovljeno baziliko Marijinega vnebovzetja na Sveti Gori pri Gorici.